# Notoplites smittii
Notoplites smittii är en mossdjursart som först beskrevs av Norman 1868.  Notoplites smittii ingår i släktet Notoplites och familjen Candidae. Inga underarter finns listade i Catalogue of Life.